# Parroquia de Jefferson Davis
La parroquia de Jefferson Davis (en inglés: Jefferson Davis Parish), fundada en 1912, es una de las 64 parroquias del estado estadounidense de Luisiana. En el año 2000 tenía una población de 31.435 habitantes con una densidad poblacional de 19 personas por km². La sede de la parroquia es Jennings.

## Geografía
Según la Oficina del Censo, la parroquia tiene un área total de 1706 km² (658,7 mi²), de la cual 1689 km² (652,1 mi²) es tierra y 16 km² (6,2 mi²) (0.95%) es agua.

### Parroquias adyacentes
- Parroquia de Allen - norte
- Parroquia de Evangeline - noreste
- Parroquia de Acadia - este
- Parroquia de Vermilion - sureste
- Parroquia de Cameron - sur
- Parroquia de Calcasieu - oeste
- Parroquia de Beauregard - noroeste

## Carreteras
- Interestatal 10
- U.S. Highway 90
- U.S. Highway 165
- Carretera Estatal de Luisiana 14
- Carretera Estatal de Luisiana 26
- Carretera Estatal de Luisiana 97
- Carretera Estatal de Luisiana 99
- Carretera Estatal de Luisiana 101
- Carretera Estatal de Luisiana 102
- Carretera Estatal de Luisiana 380
- Carretera Estatal de Luisiana 382
- Carretera Estatal de Luisiana 395

## Demografía
En el 2000 la renta per cápita promedia de la parroquia era de $27,736, y el ingreso promedio para una familia era de $33,129. En 2000 los hombres tenían un ingreso per cápita de $28,279 versus $18,668 para las mujeres. El ingreso per cápita para la parroquia era de $13,398. Alrededor del 20.90% de la población estaba bajo el umbral de pobreza nacional.

## Comunidades

### Ciudades y pueblos
- Elton
- Fenton
- Jennings
- Lake Arthur
- Welsh

### Zonas no incorporadas
- Lacassine
- Roanoke
- Topsy